# Otto Gugau
Otto Gugau (* 17. Juni 1898 in Frankfurt am Main; † unbekannt) war ein deutscher Radrennfahrer und nationaler Meister im Radsport.

## Sportliche Laufbahn
Gugau war im Straßenradsport aktiv. 1925 siegte er im Eintagesrennen Rund um Spessart und Rhön. 1926 gewann er das Rennen der Amateure bei Rund um die Hainleite vor Alfred Siegel. Bei den Straßenradsport-Weltmeisterschaften 1926 kam er als bester deutscher Fahrer auf den 8. Rang. 1927 wurde Gugau in der nationalen Meisterschaft im Mannschaftszeitfahren Vizemeister mit dem „RC Opel Rüsselsheim“. Mit ihm gewannen Josef Zind, Heinrich Keßmeier, Oscar Zeissner, Ludwig Geyer und Willy Müller die Silbermedaille. In der Harzrundfahrt wurde er Zweiter bei den Amateuren hinter Oscar Zeissner. Von 1927 bis 1930 war Gugau Berufsfahrer. Im Großen Opelpreis von Deutschland 1927 konnte er zwei Etappen (noch als Amateur) gewinnen. 1930 wurde er 25. in der Deutschland-Rundfahrt.